# Christina Plate
Christina Plate (n. 21 aprilie 1965, Berlin) este o actriță germană.

## Date biografice
Christina Plate a început de ja la vârsta de 6 ani, cariera de actriță. Ea a jucat la început în filme publicitare cu articole pentru copii, împreună cu mama ei. Când avea 11 ani joacă în serialul TV pentru copii "Kinder, Kinder" sau a lucrat în dublarea unor filme. Cunoscută devine în anul 1987, cu filmul serial "Praxis Bülowbogen". După o pauză făcută din cauza unei îmbolnăviri în 1989, revine ca actriță în filmul serial "Familie Dr. Kleist" și apare în 2004 ca model playboy. Din viața prticulară: în anul 2005 divorțează de al doilea soț, cu care are o fiică. Din 2007 trăiește împreună cu moderatorul Oliver Geissen, cu care are un fiu.

## Filmografie (selectată)
- 1976: Kinder, Kinder (TV)
- 1980: Asphaltnacht
- 1982: Manni, der Libero (TV) cu Christine Plate
- 1984-1985: Eine Klasse für sich (serial)
- 1986: Der Fahnder: Kettenreaktion
- 1986: Urlaub auf italienisch (TV)
- 1986: Der Junge mit  dem Jeep
- 1986-1987: Losberg (TV)
- 1987-1994: Praxis Bülowbogen (TV-Serie) 10 serii
- 1988: Die Schwarzwaldklinik (TV-Serie) 3 serii, cu Christine Plate.
- 1988: Die Senkrechtstarter
- 1988: Atlantis darf nicht untergehen (TV-Serie)
- 1990: Ich will leben
- 1990: Projekt Aphrodite
- 1991: Tatort: Finale am Rothenbaum
- 1992: Tatort: Bienzle und der Biedermann
- 1994: Derrick: Das Floß
- 1995: Tatort: Schneefieber
- 1995: Derrick: Teestunde mit einer Mörderin?
- 1996: Fröhlich geschieden
- 1997: Die Superbullen
- 1998: Das Traumschiff: Galapagos/Jamaika
- 1999: Das Traumschiff: Tahiti
- 2001: Liebe unter weißen Segeln
- 2001: Das Traumschiff: Las Vegas
- 2002: Ein Sack voller Geld
- 2003-2008: Familie Dr. Kleist (TV-Serie)
- 2005: Eine Mutter für Anna
- 2006: Und ich liebe dich doch!
- 2006: Das Traumschiff: Singapur/Bali
- 2006: Einmal Dieb, immer Dieb
- 2008: Hindernisse des Herzens
- 2010: Die Hüttenwirtin
- 2010: Liebe ohne Minze